# Hedda Gabler (film 1920)
Hedda Gabler è un film muto italiano del 1920 diretto da Gero Zambuto e Giovanni Pastrone (con lo pseudonimo Piero Fosco), tratto dall'omonimo dramma del 1890 di Henrik Ibsen.